# Rhodospatha falconensis
Rhodospatha falconensis G.S.Bunting – gatunek wieloletnich, wiecznie zielonych pnączy z rodziny obrazkowatych, endemicznych dla Falcón w Wenezueli, zasiedlających wilgotne lasy równikowe.